# Anne Roerkohl
Anne Roerkohl (* 1955 in Wolbeck) ist eine deutsche Historikerin, Filmregisseurin, Journalistin und Dokumentarfilmproduzentin.

## Leben
Nach dem Abitur absolvierte Anne Roerkohl eine Lehre zur Bauzeichnerin und anschließend eine Ausbildung zur Restauratorin in Clausthal-Zellerfeld und Münster. Es folgten ein Studium der Geschichte, Volkskunde und Kunstgeschichte an der Universität Münster und ein wissenschaftliches Volontariat im LWL-Medienzentrum für Westfalen. Sie konzipierte verschiedene Archiv- und Ausstellungsprojekte, schrieb an Forschungspublikationen und Festschriften mit und verfasste Artikel für regionale Zeitschriften. 1990 promovierte sie im Fach Geschichte mit einer Dissertation über die Lebensmittelversorgung während des Ersten Weltkrieges. Ihre Dissertation war Ausgangspunkt für ihre erste Fernsehdokumentation, Kohlrübenwinter im Ruhrgebiet 1916/1917, die 1992 im WDR-Geschichtsmagazin Rückblende gezeigt wurde.
Bis ins Jahr 2000 folgten neun weitere Beiträge für die Sendereihe. Zudem entwickelte sie als Autorin und Regisseurin, später auch als Produzentin, zahlreiche zeit-, sozial- und wirtschaftsgeschichtliche Filmdokumentationen für Sender der ARD und arte – so beispielsweise Unerwünscht und Vergessen. Zwangsarbeiterinnen und ihre Kinder (2000), Krieg der Köpfe – Die Propagandaschlacht im Ersten Weltkrieg (2004) und Der Erste Weltkrieg – Schlachtfeld Heimat (2004), Wir Europäer! Europa entdeckt die Nation (2008) und Die Stählerne Zeit: Die Not der Weber (2009).
Parallel gründete Anne Roerkohl 1997 ihre eigene Firma Anne Roerkohl dokumentARfilm GmbH. Sie produziert Dokumentarfilme, interaktive Lehrbücher und Medien zu historischen und literarischen Themen sowie TV-Dokumentationen und zeichnet verantwortlich für die Medien- und Ausstellungskonzeption von Museen und Gedenkstätten, so z. B. für das Museum für Frühindustrialisierung Wuppertal und die Erinnerungs- und Gedenkstätte Wewelsburg.
Anne Roerkohl lebt und arbeitet in Münster und engagiert sich u. a. im Verein Gegen Vergessen – Für Demokratie.

## Werk
Innovativ sind ihre beiden DVD-Reihen Geschichte interaktiv und Deutsch interaktiv, die sie seit 2004 produziert und deren inzwischen mehr als 450 Filme seit Sommer 2024 auch in einer digitalen Mediathek angeboten werden. Die beiden Filmreihen sind speziell für den Einsatz im Geschichts- bzw. Deutschunterricht entwickelt und auf die Lehrpläne abgestimmt. Die Reihe Geschichte interaktiv wird sehr gelobt, so z. B. von Thomas Spahn, der urteilt, so könne „der Geschichtsunterricht nicht nur einen wichtigen Beitrag zur Medienkompetenz der Lernenden leisten, sondern auch einen kompetenten, kritischen Umgang mit Geschichtsnarrativen und die Einsicht in den Konstruktcharakter von Geschichte befördern.“
Ein wichtiges Anliegen ist Anne Roerkohl dabei, auch solche Themen schulisch aufzubereiten, für die der Lehrplan oft nur kleine Nischen vorsieht, die aber im Hinblick auf aktuelle gesellschaftliche Entwicklungen dennoch als relevant erachtet werden können, wie beispielsweise die Geschichte des Judentums seit seinen Anfängen oder die Geschichte der deutschen Frauenbewegung.

## Auszeichnungen
- 1991: Wissenschaftliche Auszeichnung Kommunalverband Ruhr für die Dissertation Hungerblockade und Heimatfront. Die kommunale Lebensmittelversorgung in Westfalen während des Ersten Weltkrieges
- 1994: Preis des Geschichtswettbewerbs Ruhrgebiet für Zuzügler und Einheimische. Die Geschichte der Polen im Ruhrgebiet sowie für Vor 60 Jahren: Schalke 04 wird Deutscher Fußballmeister

## Filmografie (Auswahl)

### Drehbuch und Regie
- 1992: Der Kulturkampf in Westfalen (Landesbildstelle Westfalen-Lippe, Münster 30 Min.)
- 1994: Vor 60 Jahren: Schalke 04 wird Deutscher Fußballmeister (WDR, 15 Min.)
- 1995: Vor 100 Jahren: Eine neue Art von Strahlen – Röntgen (WDR, 15 Min.)
- 1996: Vor 15 Jahren: Der Marsch auf Brokdorf (WDR Rückblende, 15 Min.)
- 1994: „Auf einmal hieß es Krieg“. Die Saarregion im Ersten Weltkrieg (SR, 30 Min.)
- 1994: Die Nationaldenkmäler in Westfalen-Lippe (Landesbildstelle Westfalen-Lippe, Münster, 15 Min.)
- 1994: Ein preußischer Westfale: Freiherr Ludwig von Vincke (WDR Landesspiegel, 30 Min.)
- 1996: Allein mit meinem Zauberwort – Annette von Droste-Hülshoff (30 Min.)[10]
- 1996: Widukind. Geschichte und Mythos (Landesbildstelle Westfalen-Lippe, Münster, 30 Min.)
- 1996: Wewelsburg. Kult- und Terrorstätte der SS (Landesbildstelle Münster, 30 Min.)[11]
- 1996: Westfalen und die Preußen (WDR, 45 Min.)
- 2004: Krieg der Köpfe – Die Propagandaschlacht im Ersten Weltkrieg (ARD und arte, 45 Min.)
- 2004: Der Erste Weltkrieg – Schlachtfeld Heimat (ARD und arte, 45 Min.)
- 2005: Kriegsende an Rhein, Ruhr und Weser. Zusammen mit Florian Opitz und Mathias Haentjes (WDR, 3x45 Min.)
- 2006: Die großen Schlachten: 1631 – Das Massaker von Magdeburg (ARD und arte, 45 Min.)
- 2006: Trümmerjahre – Ruinenkinder (WDR, 45 Min.)
- 2008: Wir Europäer! Europa entdeckt die Nation (ARD, arte, ORF, 45 Min.)
- 2008: Die Stählerne Zeit: Die Not der Weber (ARD und arte, 45 Min.)
- 2016: Die Engels: Eine Barmer Unternehmerfamilie (Museum Industriekultur Wuppertal)
- 2016: Friedrich Engels: Die Lage der arbeitenden Klasse in England (Museum Industriekultur Wuppertal)
- 2016: Friedrich Engels: Ein Autodidakt mit außergewöhnlichem Talent (Museum Industriekultur Wuppertal)
- 2017: Friedrich Engels: Vom Sohn zum Kaufmann (Museum Industriekultur Wuppertal)
- 2018: Mathilde – Macht und Einfluss einer mittelalterlichen Königin  (Widukind Museum Enger)
- 2021: Engers verlorener Schatz – Die Geschichte des Dionysiusschatzes (Widukind Museum Enger)

### Produktion und Regie
- 1997: 1648–1998. Der Westfälische Frieden (FWU München/Inter Nationes, 15 Min.)
- 1997–1998: Kreismuseum Wewelsburg (Stadt Herne und Stadt Ladenburg: Film- und Multimediaprojekte)
- 1998: „All Fehd hat nun ein End“ – Magdeburg und der Westfälische Frieden (MDR, 30 Min.)
- 1998: Im Felde unbesiegt – Die Dolchstoßlegende (SWR, 45 Min.)[12]
- 1999: 100 Jahre Aspirin. Eine Tablette erobert die Welt (WDR Rückblende, 15 Min.)
- 2000: Vor 245 Jahren: 1755 – „Wer heilt hat recht“ Samuel Hahnemann und die Homöopathie (WDR Rückblende, 15 Min.)
- 2000: Unerwünscht und Vergessen. Zwangsarbeiterinnen und ihre Kinder (WDR, 45 Min.)[13]
- 2001: Geschichte des Hochstifts Paderborn (Kreismuseum Wewelsburg. Medienstation, Audio- und Video-Installationen)
- 2004: Start der DVD-Reihe Geschichte interaktiv (38 Titel bis 2024)
- 2008: Start der DVD-Reihe Deutsch interaktiv (14 Titel bis 2024)

### Wissenschaftliche Mitarbeit
- 1991: Der Kulturkampf. Vom großen Konflikt zwischen Staat und Kirche in Preußen (WDR, 45 Min.)
- 1993: Zuzügler und Einheimische. Die Geschichte der Polen im Ruhrgebiet (WDR, 45 Min)
- 1998: 350 Jahre Westfälischer Frieden (Livesendung von den Feierlichkeiten am 6. Juni in Münster, WDR, 30 Min.)[14]

## Hörfunkbeiträge
- 1993: „Wir sprechen über nichts anderes als den Krieg“. Die Australierin Ethel Cooper erlebt den Ersten Weltkrieg in Leipzig (MDR Leipzig, 55 Min.)
- 1993: „Der Untergang des Abendlandes“. Ein Buch und seine Wirkung (MDR, 55 Min.)
- 1993: „Weihwasser und Petroleum“ im Kampf gegen den preußischen Obrigkeitsstaat. Der Kulturkampf an der Saar (SR, 30 Min.)
- 1994: „Der Untergang des Abendlandes“. Oswald Spenglers Geschichtsprophetie und ihre Wirkung (NDR, 25 Min.)
- 1994: Der Prophet des Untergangs. Oswald Spengler (WDR, 15 Min.)

## Ausstellungsbeiträge (Auswahl)
- 2001–2004: Museum für Frühindustrialisierung, Wuppertal: Ausstellungskonzeption und -realisation, Multimediastationen
- 2003: Video- und Multimediaproduktion für das Industriemuseum Chemnitz
- 2003: Pommersches Landesmuseum Greifswald: Videoproduktion
- 2005: 500 Jahre Karneval in Beckum. Ausstellung im Stadtmuseum Beckum: Ausstellungskonzeption, -realisation und Multimediaproduktion
- 2008: Wewelsburg – Schauplatz europäischer Geschichte. Auf den Spuren von Verfolgten des NS-Regimes. Multimediale Anwendung für das Learningcenter des Kreismuseums Wewelsburg: Medienkonzeption und Realisation
- 2009: 20 Jahre Friedliche Revolution. Open-Air-Ausstellung der Robert-Havemann-Gesellschaft auf dem Alexanderplatz in Berlin: Interviews & Videoproduktion
- 2009: Wir wurden, was wir nicht werden sollten. Frauen im Aufbruch zu Amt und Würden. Ausstellung des LWL-Industriemuseums Zeche Zollern, Dortmund. Zeitzeugeninterviews. Dreharbeiten und Schnitt
- 2009: ...von der Schlosserei zum Weltunternehmen – 150 Jahre Polysius. Ausstellung im Kommunikationszentrum der Firma Polysius Neubeckum: Ausstellungskonzeption und -realisation, Multimediastationen
- 2010, 2012, 2014: Kreismuseum Wewelsburg: Ausstellungsfilme für die neue Dauerausstellung in der Erinnerungs- und Gedenkstätte Wewelsburg 1933–1945
- 2013: Credo – Christianisierung Europas im Mittelalter, Ausstellung in drei Museen in Paderborn vom 26. Juli bis 3. November 2013, Interviews und Ausstellungsmedien
- 2015–2016: Stadtmuseum Paderborn und Museum Schloss Neuhaus: Filme zur Stadtgeschichte
- 2017: Widukind Museum Enger: Video- und Multimediaproduktion

## Publikationen (Auswahl)
- Die Lebensmittelversorgung während des Ersten Weltkrieges im Spannungsfeld kommunaler und staatlicher Maßnahmen. In: Hans Jürgen Teuteberg (Hrsg.): Durchbruch zum modernen Massenkonsum. Münster 1987, S. 309–370.
- Hungerblockade und Heimatfront: die kommunale Lebensmittelversorgung in Westfalen während des Ersten Weltkrieges (= Studien zur Geschichte des Alltags. Band 10). Dissertation. F. Steiner, Stuttgart 1991, ISBN 978-3-515-05661-8.
- Wilhelm Hasenclever. Sozialdemokrat und Arbeiterdichter. In: Wolfgang Linke, Landschaftsverband Westfalen-Lippe (Hrsg.): Westfalen im Bild. Eine Bildmediensammlung zur westfälischen Landeskunde (= Persönlichkeiten aus Westfalen. Heft 3). Münster 1991.
- Der Kulturkampf in Westfalen. In: Wolfgang Linke, Landschaftsverband Westfalen-Lippe (Hrsg.): Westfalen im Bild. Eine Bildmediensammlung zur westfälischen Landeskunde (= Historische Ereignisse in Westfalen. Heft 6). Münster 1992 (online).
- Das Hermannsdenkmal. In: Wolfgang Linke, Landschaftsverband Westfalen-Lippe (Hrsg.): Westfalen im Bild. Eine Bildmediensammlung zur westfälischen Landeskunde (= Historische Ereignisse in Westfalen. Heft 6). Münster 1992 (online).
- Widukind. Geschichte und Mythos. In: Wolfgang Linke, Landschaftsverband Westfalen-Lippe (Hrsg.): Westfalen im Bild. Eine Bildmediensammlung zur westfälischen Landeskunde (= Persönlichkeiten in Westfalen. Heft 6). Münster 1996 (online).